# Új-Zéland a 2008. évi nyári olimpiai játékokon
Új-Zéland a kínai Pekingben megrendezett 2008. évi nyári olimpiai játékok egyik részt vevő nemzete volt. Az országot az olimpián 17 sportágban 178 sportoló képviselte, akik összesen 9 érmet szereztek.

## Érmesek
| Érem  | Versenyző                                                        | Sportág      | Versenyszám                    |
| ----- | ---------------------------------------------------------------- | ------------ | ------------------------------ |
| Arany | Valerie Adams-Vili                                               | Atlétika     | Női súlylökés                  |
| Arany | Georgina Evers-Swindell Caroline Evers-Swindell                  | Evezés       | Női kétpárevezős               |
| Arany | Tom Ashley                                                       | Vitorlázás   | Férfi szörfvitorlázás          |
| Ezüst | Nicholas Willis                                                  | Atlétika     | Férfi 1500 m                   |
| Ezüst | Hayden Roulston                                                  | Kerékpározás | Férfi egyéni üldözőverseny     |
| Bronz | Mahé Drysdale                                                    | Evezés       | Férfi egypárevezős             |
| Bronz | Nathan Twaddle George Bridgewater                                | Evezés       | Férfi kormányos nélküli kettes |
| Bronz | Sam Bewley Hayden Roulston Marc Ryan Jesse Sergent Westley Gough | Kerékpározás | Férfi csapat üldözőverseny     |
| Bronz | Bevan Docherty                                                   | Triatlon     | Férfi                          |

## Atlétika
Férfi
| Versenyző       | Versenyszám | Előfutam      | Előfutam      | Előfutam      | Negyeddöntő | Negyeddöntő | Negyeddöntő | Elődöntő | Elődöntő | Elődöntő | Döntő   | Döntő    |
| Versenyző       | Versenyszám | Idő           | Hely.         | Össz.         | Idő         | Hely.       | Össz.       | Idő      | Hely.    | Össz.    | Idő     | Helyezés |
| --------------- | ----------- | ------------- | ------------- | ------------- | ----------- | ----------- | ----------- | -------- | -------- | -------- | ------- | -------- |
| James Dolphin   | 200 m       | 20,98         | 6.            | 37.**         | kiesett     | kiesett     | kiesett     | kiesett  | kiesett  | kiesett  | kiesett | kiesett  |
| Nicholas Willis | 800 m       | nem indult el | nem indult el | nem indult el |             |             |             | kiesett  | kiesett  | kiesett  | kiesett | kiesett  |
| Nicholas Willis | 1500 m      | 3:36,01       | 2.            | 5.            |             |             |             | 3:37,54  | 4.       | 8.       | 3:34,16 |          |
| Adrian Blincoe  | 5000 m      | 13:55,27      | 7.            | 27.           |             |             |             |          |          |          | kiesett | kiesett  |

| Versenyző       | Versenyszám   | Selejtező | Selejtező | Döntő    | Döntő    |
| Versenyző       | Versenyszám   | Eredmény  | Helyezés  | Eredmény | Helyezés |
| --------------- | ------------- | --------- | --------- | -------- | -------- |
| Stuart Farquhar | Gerelyhajítás | 76,14 m   | 20.       | kiesett  | kiesett  |

Női
| Versenyző          | Versenyszám | Eredmény | Helyezés |
| ------------------ | ----------- | -------- | -------- |
| Kimberley Smith    | 10 000 m    | 30:51,00 | 9.       |
| Liza Hunter-Galvan | Maraton     | 2:34:51  | 35.      |
| Nina Rillstone     | Maraton     | 2:31:16  | 16.      |

| Versenyző          | Versenyszám   | Selejtező | Selejtező | Döntő    | Döntő    |
| Versenyző          | Versenyszám   | Eredmény  | Helyezés  | Eredmény | Helyezés |
| ------------------ | ------------- | --------- | --------- | -------- | -------- |
| Valerie Adams-Vili | Súlylökés     | 19,73 m   | 1.        | 20,56    |          |
| Beatrice Faumuina  | Diszkoszvetés | 57,15 m   | 28.       | kiesett  | kiesett  |

| Versenyző       | Versenyszám | 100 m gát | 100 m gát | Magasugrás | Magasugrás | Súlylökés | Súlylökés | 200 m | 200 m | Távolugrás | Távolugrás | Gerelyhajítás | Gerelyhajítás | 800 m   | 800 m | Végeredmény | Végeredmény |
| Versenyző       | Versenyszám | Idő       | Pont      | Eredmény   | Pont       | Eredmény  | Pont      | Idő   | Pont  | Eredmény   | Pont       | Eredmény      | Pont          | Idő     | Pont  | Pont        | Helyezés    |
| --------------- | ----------- | --------- | --------- | ---------- | ---------- | --------- | --------- | ----- | ----- | ---------- | ---------- | ------------- | ------------- | ------- | ----- | ----------- | ----------- |
| Rebecca Wardell | Hétpróba    | 14,07     | 968       | 171 cm     | 867        | 14,28 m   | 813       | 24,64 | 920   | 584 cm     | 801        | 42,14 m       | 708           | 2:13,65 | 912   | 5989        | 22.         |

* - egy másik versenyzővel azonos időt ért el

** - két másik versenyzővel azonos időt ért el

## Evezés
Férfi
| Versenyző                                          | Versenyszám              | Előfutam | Előfutam | Vigaszág/ Egypárevezősnél középdöntő | Vigaszág/ Egypárevezősnél középdöntő | Elődöntő | Elődöntő | Elődöntő | Döntő | Döntő   | Döntő | Helyezés |
| Versenyző                                          | Versenyszám              | Idő      | Hely.    | Idő                                  | Hely.                                | Típus    | Idő      | Hely.    | Típus | Idő     | Hely. | Helyezés |
| -------------------------------------------------- | ------------------------ | -------- | -------- | ------------------------------------ | ------------------------------------ | -------- | -------- | -------- | ----- | ------- | ----- | -------- |
| Mahé Drysdale                                      | Egypárevezős             | 7:28,80  | 1.       | 6:50,18                              | 1.                                   | A/B      | 7:05,57  | 3.       | A     | 7:01,56 | 3.    |          |
| Rob Waddell Nathan Cohen                           | Kétpárevezős             | 6:24,32  | 1.       |                                      |                                      | A/B      | 6:24,16  | 3.       | A     | 6:30,79 | 4.    | 4.       |
| Nathan Twaddle George Bridgewater                  | Kormányos nélküli kettes | 6:41,65  | 1.       |                                      |                                      | A/B      | 6:36,05  | 2.       | A     | 6:44,19 | 3.    |          |
| Carl Meyer James Dallinger Eric Murray Hamish Bond | Kormányos nélküli négyes | 6:00,73  | 2.       |                                      |                                      | A/B      | 5:57,31  | 4.       | B     | 6:06,30 | 1.    | 7.       |
| Storm Uru Peter Taylor                             | Könnyűsúlyú kétpárevezős | 6:16,78  | 1.       |                                      |                                      | A/B      | 6:30,53  | 4.       | B     | 6:27,14 | 1.    | 7.       |

Női
| Versenyző                                       | Versenyszám              | Előfutam | Előfutam | Vigaszág/ Egypárevezősnél középdöntő | Vigaszág/ Egypárevezősnél középdöntő | Elődöntő | Elődöntő | Elődöntő | Döntő | Döntő   | Döntő | Helyezés |
| Versenyző                                       | Versenyszám              | Idő      | Hely.    | Idő                                  | Hely.                                | Típus    | Idő      | Hely.    | Típus | Idő     | Hely. | Helyezés |
| ----------------------------------------------- | ------------------------ | -------- | -------- | ------------------------------------ | ------------------------------------ | -------- | -------- | -------- | ----- | ------- | ----- | -------- |
| Emma Twigg                                      | Egypárevezős             | 7:45,18  | 1.       | 7:34,24                              | 3.                                   | A/B      | 7:38,09  | 4.       | B     | 7:51,63 | 3.    | 9.       |
| Georgina Evers-Swindell Caroline Evers-Swindell | Kétpárevezős             | 7:03,92  | 1.       |                                      |                                      |          |          |          | A     | 7:07,32 | 1.    |          |
| Juliette Haigh Nicky Coles                      | Kormányos nélküli kettes | 7:31,45  | 2.       | 7:32,64                              | 1.                                   |          |          |          | A     | 7:28,80 | 5.    | 5.       |

## Gyeplabda

### Férfi
| #               | Név                  |         |         |         |         |         |         |         |
| Kapusok         | Kapusok              | Kapusok | Kapusok | Kapusok | Kapusok | Kapusok | Kapusok | Kapusok |
| --------------- | -------------------- | ------- | ------- | ------- | ------- | ------- | ------- | ------- |
| 16              | Paul Woolford        |         |         |         |         |         |         |         |
| 17              | Kyle Pontifex        |         |         |         |         |         |         |         |
| Mezőnyjátékosok |                      |         |         |         |         |         |         |         |
| 3               | David Kosoof         |         |         |         |         |         |         |         |
| 6               | Simon Child          |         |         |         |         |         |         |         |
| 7               | Blair Hopping        |         |         |         |         |         |         |         |
| 8               | Dean Couzins         |         |         |         |         |         |         |         |
| 9               | Casey Henwood        |         |         |         |         |         |         |         |
| 10              | Ryan Archibald (CSK) |         |         |         |         |         |         |         |
| 12              | Bradley Shaw         |         |         |         |         |         |         |         |
| 18              | Phillip Burrows      |         |         |         |         |         |         |         |
| 19              | Hayden Shaw          |         |         |         |         |         |         |         |
| 20              | James Nation         |         |         |         |         |         |         |         |
| 24              | Gareth Brooks        |         |         |         |         |         |         |         |
| 25              | Shea McAleese        |         |         |         |         |         |         |         |
| 30              | Benjamin Collier     |         |         |         |         |         |         |         |
| 31              | Steven Edwards       |         |         |         |         |         |         |         |
| Tartalékok      |                      |         |         |         |         |         |         |         |
| 28              | Richard Petherick    |         |         |         |         |         |         |         |
| 32              | Nicholas Wilson      |         |         |         |         |         |         |         |
| Vezetőedző      |                      |         |         |         |         |         |         |         |
|                 | Shane McLeod         |         |         |         |         |         |         |         |

#### Eredmények
Csoportkör
A csoport
| Csapat              | M | Gy | D | V | G+ | G– | Gk | P  |
| ------------------- | - | -- | - | - | -- | -- | -- | -- |
| Spanyolország (ESP) | 5 | 4  | 0 | 1 | 9  | 5  | +4 | 12 |
| Németország (GER)   | 5 | 3  | 2 | 0 | 12 | 6  | +6 | 11 |
| Dél-Korea (KOR)     | 5 | 2  | 1 | 2 | 13 | 11 | +2 | 7  |
| Új-Zéland (NZL)     | 5 | 2  | 1 | 2 | 10 | 9  | +1 | 7  |
| Belgium (BEL)       | 5 | 1  | 1 | 3 | 9  | 13 | –4 | 4  |
| Kína (CHN)          | 5 | 0  | 1 | 4 | 7  | 16 | –9 | 1  |

| 2008. augusztus 11. 18:00 | Dél-Korea (KOR)            | 1–3               | Új-Zéland (NZL)       | Játékvezetők: David Gentles (AUS), Andy Mair (GBR) |
| 2008. augusztus 11. 18:00 | I Namjong 12'              | (1–0) Jegyzőkönyv | H. Shaw 43', 57', 64' | Játékvezetők: David Gentles (AUS), Andy Mair (GBR) |
| 2008. augusztus 11. 18:00 | Kim Cshol 56' Jo Ungon 61' | Büntetések        | H. Shaw 24'           | Játékvezetők: David Gentles (AUS), Andy Mair (GBR) |

| 2008. augusztus 13. 20:30 | Új-Zéland (NZL)                        | 0–1               | Spanyolország (ESP) | Játékvezetők: John Wright (RSA), Christian Blasch (GER) |
| 2008. augusztus 13. 20:30 |                                        | (0–0) Jegyzőkönyv | Freixa 70'          | Játékvezetők: John Wright (RSA), Christian Blasch (GER) |
| 2008. augusztus 13. 20:30 | Archibald 21' Henwood 24' McAleese 27' | Büntetések        | Sala 23'            | Játékvezetők: John Wright (RSA), Christian Blasch (GER) |

| 2008. augusztus 15. 18:00 | Belgium (BEL)                | 2–4               | Új-Zéland (NZL)                            | Játékvezetők: David Leiper (GBR), Xavier Adell (ESP) |
| 2008. augusztus 15. 18:00 | Dekeyser 43' · Gucassoff 69' | (0–3) Jegyzőkönyv | Child 19', 20' · Brooks 30' · McAleese 60' | Játékvezetők: David Leiper (GBR), Xavier Adell (ESP) |
| 2008. augusztus 15. 18:00 |                              | Büntetések        | Burrows 21'                                | Játékvezetők: David Leiper (GBR), Xavier Adell (ESP) |

| 2008. augusztus 17. 18:30 | Új-Zéland (NZL)          | 2–2               | Kína (CHN)                                      | Játékvezetők: Murray Grime (AUS), Andy Mair (GBR) |
| 2008. augusztus 17. 18:30 | Child 34' · McAleese 54' | (1–2) Jegyzőkönyv | Szung Ji 3', 17'                                | Játékvezetők: Murray Grime (AUS), Andy Mair (GBR) |
| 2008. augusztus 17. 18:30 |                          | Büntetések        | Szung Ji 20' Szun Tien-csün 21' Meng Li-cse 58' | Játékvezetők: Murray Grime (AUS), Andy Mair (GBR) |

| 2008. augusztus 19. 10:30 | Németország (GER)                    | 3–1               | Új-Zéland (NZL)        | Játékvezetők: David Gentles (AUS), Andy Mair (GBR) |
| 2008. augusztus 19. 10:30 | T. Weß 5' · Witthaus 9' · Keller 55' | (2–0) Jegyzőkönyv | H. Shaw 46'            | Játékvezetők: David Gentles (AUS), Andy Mair (GBR) |
| 2008. augusztus 19. 10:30 | Hauke 50'                            | Büntetések        | Edwards 31' Nation 51' | Játékvezetők: David Gentles (AUS), Andy Mair (GBR) |

A 7. helyért
| 2008. augusztus 21. 11:00 | Új-Zéland (NZL)                           | 4–2               | Pakisztán (PAK)         | Játékvezetők: Kim Hong-Lae (KOR), Gary Simmonds (RSA) |
| 2008. augusztus 21. 11:00 | Child 26' · H. Shaw 39', 53' · Brooks 43' | (1–0) Jegyzőkönyv | Bilgrami 46' · Butt 56' | Játékvezetők: Kim Hong-Lae (KOR), Gary Simmonds (RSA) |
| 2008. augusztus 21. 11:00 |                                           | Büntetések        | Maqsood 6'              | Játékvezetők: Kim Hong-Lae (KOR), Gary Simmonds (RSA) |

| Csapat          | Helyezés |
| --------------- | -------- |
| Új-Zéland (NZL) | 7.       |

### Női
| #               | Név                    |         |         |         |         |         |         |         |
| Kapusok         | Kapusok                | Kapusok | Kapusok | Kapusok | Kapusok | Kapusok | Kapusok | Kapusok |
| --------------- | ---------------------- | ------- | ------- | ------- | ------- | ------- | ------- | ------- |
| 15              | Beth Jurgeleit         |         |         |         |         |         |         |         |
| 26              | Anita Wawatai          |         |         |         |         |         |         |         |
| Mezőnyjátékosok |                        |         |         |         |         |         |         |         |
| 1               | Kayla Sharland         |         |         |         |         |         |         |         |
| 2               | Emily Naylor           |         |         |         |         |         |         |         |
| 3               | Krystal Forgesson      |         |         |         |         |         |         |         |
| 4               | Kate Saunders          |         |         |         |         |         |         |         |
| 8               | Jaimee Claxton         |         |         |         |         |         |         |         |
| 10              | Elizabeth Igasan (CSK) |         |         |         |         |         |         |         |
| 11              | Stacey Carr            |         |         |         |         |         |         |         |
| 13              | Jo Galletly            |         |         |         |         |         |         |         |
| 14              | Kim Noakes             |         |         |         |         |         |         |         |
| 17              | Caryn Paewai           |         |         |         |         |         |         |         |
| 21              | Niniwa Roberts         |         |         |         |         |         |         |         |
| 22              | Gemma Flynn            |         |         |         |         |         |         |         |
| 23              | Tara Drysdale          |         |         |         |         |         |         |         |
| 24              | Sheree Horvath         |         |         |         |         |         |         |         |
| Tartalékok      |                        |         |         |         |         |         |         |         |
| 28              | Charlotte Harrison     |         |         |         |         |         |         |         |
| 29              | Jasmine McQuinn        |         |         |         |         |         |         |         |
| Vezetőedző      |                        |         |         |         |         |         |         |         |
|                 | Kevin Towns            |         |         |         |         |         |         |         |

#### Eredmények
Csoportkör
B csoport
| Csapat                 | M | Gy | D | V | G+ | G– | Gk | P  |
| ---------------------- | - | -- | - | - | -- | -- | -- | -- |
| Németország (GER)      | 5 | 4  | 0 | 1 | 12 | 8  | +4 | 12 |
| Argentína (ARG)        | 5 | 3  | 2 | 0 | 13 | 7  | +6 | 11 |
| Nagy-Britannia (GBR)   | 5 | 2  | 2 | 1 | 7  | 9  | –2 | 8  |
| Egyesült Államok (USA) | 5 | 1  | 3 | 1 | 9  | 8  | +1 | 6  |
| Japán (JPN)            | 5 | 1  | 1 | 3 | 5  | 7  | –2 | 4  |
| Új-Zéland (NZL)        | 5 | 0  | 0 | 5 | 6  | 13 | –7 | 0  |

| 2008. augusztus 10. 08:30 | Japán (JPN)              | 2–1               | Új-Zéland (NZL) | Játékvezetők: Lee Keum-Ju (KOR), Minka Woolley (AUS) |
| 2008. augusztus 10. 08:30 | Morimoto 12' · Cukui 17' | (1–1) Jegyzőkönyv | Claxton 25'     | Játékvezetők: Lee Keum-Ju (KOR), Minka Woolley (AUS) |
| 2008. augusztus 10. 08:30 | Ozava 62' Cukui 70'      | Büntetések        |                 | Játékvezetők: Lee Keum-Ju (KOR), Minka Woolley (AUS) |

| 2008. augusztus 12. 21:00 | Németország (GER)                  | 2–1               | Új-Zéland (NZL) | Játékvezetők: Anne McRae (GBR), Soledad Iparruguirre (ARG) |
| 2008. augusztus 12. 21:00 | Scholz 59' · Kühn 69'              | (0–1) Jegyzőkönyv | Forgesson 31'   | Játékvezetők: Anne McRae (GBR), Soledad Iparruguirre (ARG) |
| 2008. augusztus 12. 21:00 | Kühn 41' Bachmann 45' Heinlein 50' | Büntetések        |                 | Játékvezetők: Anne McRae (GBR), Soledad Iparruguirre (ARG) |

| 2008. augusztus 14. 21:00 | Új-Zéland (NZL)          | 1–2               | Nagy-Britannia (GBR)    | Játékvezetők: Julie Ashton-Lucy (AUS), Carolina de la Fuente (ARG) |
| 2008. augusztus 14. 21:00 | Flynn 28'                | (1–1) Jegyzőkönyv | Danson 31' · Cullen 50' | Játékvezetők: Julie Ashton-Lucy (AUS), Carolina de la Fuente (ARG) |
| 2008. augusztus 14. 21:00 | Igasan 25' Forgesson 56' | Büntetések        | Cullen 52'              | Játékvezetők: Julie Ashton-Lucy (AUS), Carolina de la Fuente (ARG) |

| 2008. augusztus 16. 08:30 | Új-Zéland (NZL)               | 1–4               | Egyesült Államok (USA)                | Játékvezetők: Stella Bartlema (NED), Anne McRae (GBR) |
| 2008. augusztus 16. 08:30 | Galletly 37'                  | (0–2) Jegyzőkönyv | Smith 1', 42' · Loy 12' · Bashore 47' | Játékvezetők: Stella Bartlema (NED), Anne McRae (GBR) |
| 2008. augusztus 16. 08:30 | Forgesson 17' 31' Claxton 65' | Büntetések        | Powley 56'                            | Játékvezetők: Stella Bartlema (NED), Anne McRae (GBR) |

| 2008. augusztus 18. 20:30 | Argentína (ARG)                           | 3–2               | Új-Zéland (NZL)          | Játékvezetők: Gina Spitaleri (ITA), Marelize de Klerk (RSA) |
| 2008. augusztus 18. 20:30 | Rebecchi 15' · García 43' · Hernández 46' | (1–1) Jegyzőkönyv | Roberts 33' · Igasan 61' | Játékvezetők: Gina Spitaleri (ITA), Marelize de Klerk (RSA) |

A 11. helyért
| 2008. augusztus 22. 08:30 | Dél-afrikai Köztársaság (RSA)                         | 4–1               | Új-Zéland (NZL)            | Játékvezetők: Lee Keum-Ju (KOR), Carol Metchette (IRL) |
| 2008. augusztus 22. 08:30 | Marescia 14' · Wilson 34' · Vida Ryan 51' · Brown 59' | (2–1) Jegyzőkönyv | Flynn 17'                  | Játékvezetők: Lee Keum-Ju (KOR), Carol Metchette (IRL) |
| 2008. augusztus 22. 08:30 | Taylor 22'                                            | Büntetések        | Sharland 13' Forgesson 50' | Játékvezetők: Lee Keum-Ju (KOR), Carol Metchette (IRL) |

| Csapat          | Helyezés |
| --------------- | -------- |
| Új-Zéland (NZL) | 12.      |

## Kajak-kenu

### Síkvízi
Férfi
| Versenyző                   | Versenyszám         | Előfutam | Előfutam | Előfutam | Elődöntő | Elődöntő | Elődöntő | Döntő    | Döntő    |
| Versenyző                   | Versenyszám         | Idő      | Hely.    | Össz.    | Idő      | Hely.    | Össz.    | Idő      | Helyezés |
| --------------------------- | ------------------- | -------- | -------- | -------- | -------- | -------- | -------- | -------- | -------- |
| Steven Ferguson             | Kajak egyes 500 m   | 1:37,538 | 4.       | 8.       | 1:42,238 | 1.       | 4.       | 1:38,512 | 8.       |
| Ben Fouhy                   | Kajak egyes 1000 m  | 3:33,037 | 3.       | 10.      | 3:33,542 | 2.       | 3.       | 3:29,193 | 4.       |
| Mike Walker Steven Ferguson | Kajak kettes 1000 m | 3:19,167 | 3.       | 6.       | 3:23,511 | 2.       | 2.       | 3:15,329 | 5.       |

Női
| Versenyző   | Versenyszám       | Előfutam | Előfutam | Előfutam | Elődöntő | Elődöntő | Elődöntő | Döntő   | Döntő    |
| Versenyző   | Versenyszám       | Idő      | Hely.    | Össz.    | Idő      | Hely.    | Össz.    | Idő     | Helyezés |
| ----------- | ----------------- | -------- | -------- | -------- | -------- | -------- | -------- | ------- | -------- |
| Erin Taylor | Kajak egyes 500 m | 1:52,517 | 6.       | 14.      | 1:54,300 | 5.       | 10.      | kiesett | kiesett  |

### Szlalom
Női
| Luuka Jones | Kajak egyes | 162,35 | 20. | 110,01 | 16. | 272,36 | 21. | kiesett | kiesett | kiesett | kiesett | kiesett | kiesett | kiesett | kiesett |

## Kerékpározás

### BMX
| Versenyző    | Versenyszám | Selejtező | Selejtező | Selejtező | Negyeddöntő | Negyeddöntő | Elődöntő | Elődöntő | Döntő   | Döntő   |
| Versenyző    | Versenyszám | 1. futam  | 2. futam  | Hely.     | Pont        | Hely.       | Pont     | Hely.    | Idő     | Hely.   |
| ------------ | ----------- | --------- | --------- | --------- | ----------- | ----------- | -------- | -------- | ------- | ------- |
| Marc Willers | Férfi       | 36,725    | 36,519    | 17.       | 9           | 2.          | 23       | 8.       | kiesett | kiesett |
| Sarah Walker | Női         | 37,187    | 37,549    | 4.        |             |             | 6        | 2.       | 38,805  | 4.      |

### Hegyi-kerékpározás
| Versenyző     | Versenyszám        | Idő     | Helyezés |
| ------------- | ------------------ | ------- | -------- |
| Kashi Leuchs  | Férfi terepverseny | 2:06:30 | 24.      |
| Rosara Joseph | Női terepverseny   | 1:51:07 | 9.       |

### Országúti kerékpározás
Férfi
| Versenyző       | Versenyszám   | Idő              | Helyezés      |
| --------------- | ------------- | ---------------- | ------------- |
| Glen Chadwick   | Mezőnyverseny | 6:39:42 (+15:53) | 81.           |
| Julian Dean     | Mezőnyverseny | 6:34:26 (+10:37) | 53.           |
| Timothy Gudsell | Mezőnyverseny | nem ért célba    | nem ért célba |

Női
| Versenyző          | Versenyszám   | Idő             | Helyezés |
| ------------------ | ------------- | --------------- | -------- |
| Catherine Cheatley | Mezőnyverseny | 3:41:08 (+8:44) | 53.      |
| Joanne Kiesanowski | Mezőnyverseny | 3:33:17 (+0:53) | 28.      |

### Pálya-kerékpározás
Üldözőversenyek
| Versenyző                                                        | Versenyszám                | Selejtező | Selejtező | Elődöntő                                                                                         | Elődöntő  | Elődöntő | Döntő | Döntő     | Döntő    |
| Versenyző                                                        | Versenyszám                | Idő       | Hely.     | Ellenfél Idő                                                                                     | Saját idő | Hely.    | Ellenfél Idő | Saját idő | Helyezés |
| ---------------------------------------------------------------- | -------------------------- | --------- | --------- | ------------------------------------------------------------------------------------------------ | --------- | -------- | --- | --------- | -------- |
| Hayden Roulston                                                  | Férfi egyéni üldözőverseny | 4:18,990  | 2.        | Taylor Phinney (USA) · 4:26,644                                                                  | 4:19,232  | 2.       | Bradley Wiggins (GBR) · 4:16,977                                                                                       | 4:19,611  |          |
| Alison Shanks                                                    | Női egyéni üldözőverseny   | 3:34,312  | 4.        | Sarah Hammer (USA) · 3:34,237                                                                    | 3:32,478  | 4.       | Leszja Kalitovszka (UKR) · 3:31,413                                                                                    | 3:34,156  | 4.       |
| Sam Bewley Hayden Roulston Marc Ryan Jesse Sergent Westley Gough | Férfi csapat üldözőverseny | 3:59,277  | 2.        | Spanyolország (ESP) · Sergi Escobar · Asier Maeztu · David Muntaner · Antonio Miguel · lekörözve | 3:57,536  | 3.       | Bronzmérkőzés · Ausztrália (AUS) · Jack Bobridge · Graeme Brown · Mark Jamieson · Luke Roberts · Brad McGee · 3:59,006 | 3:57,776  |          |

Pontversenyek
| Versenyző                      | Versenyszám       | Pont | Helyezés |
| ------------------------------ | ----------------- | ---- | -------- |
| Greg Henderson                 | Férfi pontverseny | 13   | 10.      |
| Catherine Cheatley             | Női pontverseny   | 0    | 17.      |
| Greg Henderson Hayden Roulston | Férfi madison     | 5    | 10.      |

## Kosárlabda

### Női

#### Eredmények
Csoportkör
B csoport
| Csapat                 | M | Gy | V | P+  | P–  | Pk   |
| ---------------------- | - | -- | - | --- | --- | ---- |
| Egyesült Államok (USA) | 5 | 5  | 0 | 491 | 276 | +215 |
| Kína (CHN)             | 5 | 4  | 1 | 358 | 346 | +12  |
| Spanyolország (ESP)    | 5 | 3  | 2 | 350 | 354 | –4   |
| Csehország (CZE)       | 5 | 2  | 3 | 353 | 326 | +27  |
| Új-Zéland (NZL)        | 5 | 1  | 4 | 320 | 423 | –103 |
| Mali (MLI)             | 5 | 0  | 5 | 255 | 402 | –147 |

| 2008. augusztus 9. 11:15 | Mali (MLI)                               | 72–76     | Új-Zéland (NZL) | Vukoszung Sportcsarnok, Peking Nézőszám: 11 083 Játékvezetők: Stephen Seibel (CAN) |
| 2008. augusztus 9. 11:15 | (18–18, 15–24, 21–18, 18–16) Jegyzőkönyv |           |                 | Vukoszung Sportcsarnok, Peking Nézőszám: 11 083 Játékvezetők: Stephen Seibel (CAN) |
| 2008. augusztus 9. 11:15 | Maïga 18                                 | Pont      | Marino 19       | Vukoszung Sportcsarnok, Peking Nézőszám: 11 083 Játékvezetők: Stephen Seibel (CAN) |
| 2008. augusztus 9. 11:15 | Coulibaly 12                             | Lepattanó | Harmon 8        | Vukoszung Sportcsarnok, Peking Nézőszám: 11 083 Játékvezetők: Stephen Seibel (CAN) |
| 2008. augusztus 9. 11:15 | Maïga 3                                  | Gólpassz  | Marino 4        | Vukoszung Sportcsarnok, Peking Nézőszám: 11 083 Játékvezetők: Stephen Seibel (CAN) |

| 2008. augusztus 11. 09:00 | Új-Zéland (NZL)                         | 62–85     | Spanyolország (ESP)         | Vukoszung Sportcsarnok, Peking Nézőszám: 11 083 Játékvezetők: Abreu Muhimua (MOZ) |
| 2008. augusztus 11. 09:00 | (7–18, 20–22, 20–20, 15–25) Jegyzőkönyv |           |                             | Vukoszung Sportcsarnok, Peking Nézőszám: 11 083 Játékvezetők: Abreu Muhimua (MOZ) |
| 2008. augusztus 11. 09:00 | Harmon 22                               | Pont      | Sánchez 19                  | Vukoszung Sportcsarnok, Peking Nézőszám: 11 083 Játékvezetők: Abreu Muhimua (MOZ) |
| 2008. augusztus 11. 09:00 | Wallbutton 6                            | Lepattanó | Montañana 7                 | Vukoszung Sportcsarnok, Peking Nézőszám: 11 083 Játékvezetők: Abreu Muhimua (MOZ) |
| 2008. augusztus 11. 09:00 | Harmon 3                                | Gólpassz  | Aguilar, Sánchez, Torrens 2 | Vukoszung Sportcsarnok, Peking Nézőszám: 11 083 Játékvezetők: Abreu Muhimua (MOZ) |

| 2008. augusztus 13. 16:45 | Új-Zéland (NZL)                          | 63–80     | Kína (CHN)     | Vukoszung Sportcsarnok, Peking Nézőszám: 11 083 Játékvezetők: Yuji Hirahara (JPN) |
| 2008. augusztus 13. 16:45 | (18–26, 13–24, 17–15, 15–15) Jegyzőkönyv |           |                | Vukoszung Sportcsarnok, Peking Nézőszám: 11 083 Játékvezetők: Yuji Hirahara (JPN) |
| 2008. augusztus 13. 16:45 | Harmon, Marino 14                        | Pont      | Csen Nan 26    | Vukoszung Sportcsarnok, Peking Nézőszám: 11 083 Játékvezetők: Yuji Hirahara (JPN) |
| 2008. augusztus 13. 16:45 | Harmon 8                                 | Lepattanó | Csen Nan 17    | Vukoszung Sportcsarnok, Peking Nézőszám: 11 083 Játékvezetők: Yuji Hirahara (JPN) |
| 2008. augusztus 13. 16:45 | Bates 4                                  | Gólpassz  | Miao Li-csie 6 | Vukoszung Sportcsarnok, Peking Nézőszám: 11 083 Játékvezetők: Yuji Hirahara (JPN) |

| 2008. augusztus 15. 09:00 | Csehország (CZE)                        | 90–59     | Új-Zéland (NZL) | Vukoszung Sportcsarnok, Peking Nézőszám: 11 083 Játékvezetők: Chantal Julien (FRA) |
| 2008. augusztus 15. 09:00 | (26–12, 18–19, 21–7, 25–21) Jegyzőkönyv |           |                 | Vukoszung Sportcsarnok, Peking Nézőszám: 11 083 Játékvezetők: Chantal Julien (FRA) |
| 2008. augusztus 15. 09:00 | Machová 23                              | Pont      | Marino 22       | Vukoszung Sportcsarnok, Peking Nézőszám: 11 083 Játékvezetők: Chantal Julien (FRA) |
| 2008. augusztus 15. 09:00 | Veselá 10                               | Lepattanó | Wallbutton 10   | Vukoszung Sportcsarnok, Peking Nézőszám: 11 083 Játékvezetők: Chantal Julien (FRA) |
| 2008. augusztus 15. 09:00 | Veselá 5                                | Gólpassz  | Bates 5         | Vukoszung Sportcsarnok, Peking Nézőszám: 11 083 Játékvezetők: Chantal Julien (FRA) |

| 2008. augusztus 17. 22:15 | Új-Zéland (NZL)                         | 60–96     | Egyesült Államok (USA) | Vukoszung Sportcsarnok, Peking Nézőszám: 11 083 Játékvezetők: Luigi Lamonica (ITA) |
| 2008. augusztus 17. 22:15 | (18–23, 6–27, 18–25, 18–21) Jegyzőkönyv |           |                        | Vukoszung Sportcsarnok, Peking Nézőszám: 11 083 Játékvezetők: Luigi Lamonica (ITA) |
| 2008. augusztus 17. 22:15 | Marino 17                               | Pont      | Thompson 15            | Vukoszung Sportcsarnok, Peking Nézőszám: 11 083 Játékvezetők: Luigi Lamonica (ITA) |
| 2008. augusztus 17. 22:15 | Harmon 7                                | Lepattanó | Leslie, Fowles 6       | Vukoszung Sportcsarnok, Peking Nézőszám: 11 083 Játékvezetők: Luigi Lamonica (ITA) |
| 2008. augusztus 17. 22:15 | Marino 17                               | Gólpassz  | Taurasi 5              | Vukoszung Sportcsarnok, Peking Nézőszám: 11 083 Játékvezetők: Luigi Lamonica (ITA) |

| Csapat          | Helyezés |
| --------------- | -------- |
| Új-Zéland (NZL) | 10.      |

## Labdarúgás

### Férfi
| #             | Név               | Klub                     | Születési idő                   | Mérkőzésszám | Gól     | Sárga lap | sárga lap · 2. sárga lap · kiállítva | kiállítva |
| Kapusok       | Kapusok           | Kapusok                  | Kapusok                         | Kapusok      | Kapusok | Kapusok   | Kapusok                              | Kapusok   |
| ------------- | ----------------- | ------------------------ | ------------------------------- | ------------ | ------- | --------- | ------------------------------------ | --------- |
| 1             | Jacob Spoonley    | Wellington Phoenix       | 1987. március 3. (21 évesen)    | 3            | 0       | 0         | 0                                    | 0         |
| 18            | Liam Little       | Otago United             | 1991. november 8. (16 évesen)   | 0            | 0       | 0         | 0                                    | 0         |
| Védők         |                   |                          |                                 |              |         |           |                                      |           |
| 2             | Aaron Scott       | Wellington Phoenix       | 1986. július 18. (22 évesen)    | 3            | 0       | 0         | 0                                    | 0         |
| 3             | Ian Hogg          | Hawke's Bay United       | 1989. december 15. (18 évesen)  | 3            | 0       | 1         | 0                                    | 0         |
| 5             | Ryan Nelsen (CSK) | Blackburn Rovers         | 1977. október 18. (30 évesen)   | 2            | 0       | 0         | 0                                    | 0         |
| 6             | Michael Boxall    | UC Santa Barbara Gauchos | 1988. augusztus 18. (19 évesen) | 2(1)         | 0       | 0         | 0                                    | 0         |
| 12            | Steven Old        | Macarthur Rams           | 1986. február 17. (22 évesen)   | 2            | 0       | 1         | 1                                    | 0         |
| 14            | Cole Tinkler      | Team Wellington          | 1986. május 5. (22 évesen)      | (2)          | 0       | 0         | 0                                    | 0         |
| 16            | Sam Jenkins       | Hawke's Bay United       | 1987. február 17. (21 évesen)   | 2(1)         | 0       | 1         | 0                                    | 0         |
| Középpályások |                   |                          |                                 |              |         |           |                                      |           |
| 4             | Cole Peverley     | Hawke's Bay United       | 1988. július 3. (20 évesen)     | 3            | 0       | 0         | 0                                    | 0         |
| 7             | Simon Elliott     | Fulham                   | 1974. június 10. (34 évesen)    | 3            | 0       | 0         | 0                                    | 0         |
| 8             | Craig Henderson   | Dartmouth College        | 1987. június 24. (21 évesen)    | 3            | 0       | 1         | 0                                    | 0         |
| 11            | Jeremy Brockie    | Hawke's Bay United       | 1987. október 7. (20 évesen)    | 2            | 1       | 2         | 0                                    | 0         |
| 13            | Shaun van Rooyen  | Waikato FC               | 1987. április 27. (21 évesen)   | 1(1)         | 0       | 0         | 0                                    | 0         |
| Csatárok      |                   |                          |                                 |              |         |           |                                      |           |
| 9             | Daniel Ellensohn  | Team Wellington          | 1985. augusztus 9. (22 évesen)  | 1(1)         | 0       | 0         | 0                                    | 1         |
| 10            | Chris Killen      | Celtic                   | 1981. október 8. (26 évesen)    | 3            | 0       | 1         | 0                                    | 0         |
| 15            | Greg Draper       | Wellington Phoenix       | 1989. augusztus 13. (18 évesen) | (2)          | 0       | 0         | 0                                    | 0         |
| 17            | Sam Messam        | Hawke's Bay United       | 1986. március 2. (22 évesen)    | (1)          | 0       | 0         | 0                                    | 0         |
| Edző          |                   |                          |                                 |              |         |           |                                      |           |
|               | Stu Jacobs        |                          | 1965. október 25. (42 évesen)   |              |         |           |                                      |           |

- Kor: 2008. augusztus 7-i kora

#### Eredmények
C csoport
| Nemzet          | M | Gy | D | V | G+ | G- | Gk | P |
| --------------- | - | -- | - | - | -- | -- | -- | - |
| Brazília (BRA)  | 3 | 3  | 0 | 0 | 9  | 0  | +9 | 9 |
| Belgium (BEL)   | 3 | 2  | 0 | 1 | 3  | 1  | +2 | 6 |
| Kína (CHN)      | 3 | 0  | 1 | 2 | 1  | 6  | –5 | 1 |
| Új-Zéland (NZL) | 3 | 0  | 1 | 2 | 1  | 7  | –6 | 1 |

| 2008. augusztus 7. 19:45 |

| Kína (CHN)        | 1–1               | Új-Zéland (NZL)          |
| ----------------- | ----------------- | ------------------------ |
| Tung Fang-cso 88' | (0–0) Jegyzőkönyv | Brockie 53' Old 28′, 39′ |

| Senjangi Olimpiai Stadion, Senjang Nézőszám: 41 407 Játékvezető: Martín Vázquez (uruguayi) |

| 2008. augusztus 10. 17:00 |

| Új-Zéland (NZL) | 0–5               | Brazília (BRA)                                                 |
| --------------- | ----------------- | -------------------------------------------------------------- |
|                 | (0–2) Jegyzőkönyv | Anderson 3' Pato 34' Ronaldinho 55' 61' (11-esből) Sóbis 90+3' |

| Senjangi Olimpiai Stadion, Senjang Nézőszám: 44 951 Játékvezető: Stéphane Lannoy (francia) |

| 2008. augusztus 13. 19:45 |

| Új-Zéland (NZL) | 0–1               | Belgium (BEL) |
| --------------- | ----------------- | ------------- |
| Ellensohn 46′   | (0–1) Jegyzőkönyv | Haroun 35'    |

| Sanghaj Stadion, Sanghaj Nézőszám: 45 202 Játékvezető: Pablo Pozo (chilei) |

| Csapat          | Helyezés |
| --------------- | -------- |
| Új-Zéland (NZL) | 14.      |

### Női
| #             | Név                   | Klub                        | Születési idő                   | Mérkőzésszám | Gól     | Sárga lap | sárga lap · 2. sárga lap · kiállítva | kiállítva |
| Kapusok       | Kapusok               | Kapusok                     | Kapusok                         | Kapusok      | Kapusok | Kapusok   | Kapusok                              | Kapusok   |
| ------------- | --------------------- | --------------------------- | ------------------------------- | ------------ | ------- | --------- | ------------------------------------ | --------- |
| 1             | Jenny Bindon          | Waitakere City              | 1973. február 25. (35 évesen)   | 3            | 0       | 0         | 0                                    | 0         |
| 18            | Rachel Howard         | TSV Crailsheim              | 1977. november 30. (30 évesen)  | 0            | 0       | 0         | 0                                    | 0         |
| Védők         |                       |                             |                                 |              |         |           |                                      |           |
| 2             | Ria Percival          | F.C. Indiana                | 1989. december 7. (18 évesen)   | 3            | 0       | 0         | 0                                    | 0         |
| 3             | Anna Green            | Three Kings United          | 1990. augusztus 20. (17 évesen) | (2)          | 0       | 0         | 0                                    | 0         |
| 5             | Abby Erceg            | Western Springs             | 1989. november 20. (18 évesen)  | 3            | 0       | 0         | 0                                    | 0         |
| 6             | Rebecca Smith         | Sunnanå SK                  | 1981. június 17. (27 évesen)    | 3            | 0       | 0         | 0                                    | 0         |
| 14            | Kristy Hill           | Three Kings United          | 1979. július 1. (29 évesen)     | (1)          | 0       | 0         | 0                                    | 0         |
| 17            | Marlies Oostdam       | Eastern Suburbs             | 1977. július 29. (31 évesen)    | 3            | 0       | 1         | 0                                    | 0         |
| Középpályások |                       |                             |                                 |              |         |           |                                      |           |
| 4             | Katie Hoyle           | Lynn-Avon United            | 1988. február 1. (20 évesen)    | 3            | 0       | 0         | 0                                    | 0         |
| 8             | Hayley Moorwood (CSK) | Lynn-Avon United            | 1984. február 13. (24 évesen)   | 3            | 0       | 1         | 0                                    | 0         |
| 10            | Emily McColl          | Coastal Carolina University | 1985. november 1. (22 évesen)   | (1)          | 0       | 0         | 0                                    | 0         |
| 11            | Kirsty Yallop         | Lynn-Avon United            | 1986. november 4. (21 évesen)   | 3            | 1       | 0         | 0                                    | 0         |
| Csatárok      |                       |                             |                                 |              |         |           |                                      |           |
| 7             | Alexandra Riley       | Stanford University         | 1987. október 30. (20 évesen)   | 3            | 0       | 0         | 0                                    | 0         |
| 9             | Amber Hearn           | Lynn-Avon United            | 1984. november 28. (23 évesen)  | 3            | 1       | 1         | 0                                    | 0         |
| 12            | Merissa Smith         | Three Kings United          | 1990. november 11. (17 évesen)  | 0            | 0       | 0         | 0                                    | 0         |
| 13            | Rebecca Tegg          | Eastern Suburbs             | 1985. december 18. (22 évesen)  | (3)          | 0       | 0         | 0                                    | 0         |
| 15            | Emma Kete             | Lynn-Avon United            | 1987. szeptember 1. (20 évesen) | 3            | 0       | 0         | 0                                    | 0         |
| 16            | Renee Leota           | Miramar Rangers             | 1990. május 16. (18 évesen)     | (2)          | 0       | 0         | 0                                    | 0         |
| Edző          |                       |                             |                                 |              |         |           |                                      |           |
|               | John Herdman          |                             |                                 |              |         |           |                                      |           |

- Kor: 2008. augusztus 6-i kora

#### Eredmények
G csoport
| Nemzet                 | M | Gy | D | V | G+ | G- | Gk | P |
| ---------------------- | - | -- | - | - | -- | -- | -- | - |
| Egyesült Államok (USA) | 3 | 2  | 0 | 1 | 5  | 2  | +3 | 6 |
| Norvégia (NOR)         | 3 | 2  | 0 | 1 | 4  | 5  | –1 | 6 |
| Japán (JPN)            | 3 | 1  | 1 | 1 | 7  | 4  | +3 | 4 |
| Új-Zéland (NZL)        | 3 | 0  | 1 | 2 | 2  | 7  | –5 | 1 |

| 2008. augusztus 6. 17:00 |

| Japán (JPN)                     | 2–2               | Új-Zéland (NZL)                 |
| ------------------------------- | ----------------- | ------------------------------- |
| Mijama 72' (11-esből) Szava 86' | (0–1) Jegyzőkönyv | Yallop 37' Hearn 56' (11-esből) |

| Csinhuangtaói Olimpiai Stadion, Csinhuangtao Nézőszám: 10 270 Játékvezető: Deidre Mitchell (dél-afrikai) |

| 2008. augusztus 9. 19:45 |

| Új-Zéland (NZL) | 0–1               | Norvégia (NOR) |
| --------------- | ----------------- | -------------- |
|                 | (0–1) Jegyzőkönyv | Wiik 8'        |

| Csinhuangtaói Olimpiai Stadion, Csinhuangtao Nézőszám: 7285 Játékvezető: Estela Álvarez (argentin) |

| 2008. augusztus 12. 19:45 |

| Egyesült Államok (USA)                           | 4–0               | Új-Zéland (NZL) |
| ------------------------------------------------ | ----------------- | --------------- |
| O’Reilly 1' Rodriguez 43' Tarpley 56' Hucles 60' | (2–0) Jegyzőkönyv |                 |

| Senjangi Olimpiai Stadion, Senjang Nézőszám: 12 453 Játékvezető: Dagmar Damková (cseh) |

| Csapat          | Helyezés |
| --------------- | -------- |
| Új-Zéland (NZL) | 10.      |

## Lovaglás
Díjugratás
| Versenyző                                          | Ló                            | Versenyszám | Selejtező | Selejtező | Selejtező | Selejtező | Selejtező | Selejtező | Selejtező | Selejtező | Döntő   | Döntő   | Döntő   | Döntő   | Végeredmény | Végeredmény |
| Versenyző                                          | Ló                            | Versenyszám | 1. kör    | 1. kör    | 2. kör    | 2. kör    | 2. kör    | 3. kör    | 3. kör    | 3. kör    | 1. kör  | 1. kör  | 2. kör  | 2. kör  | Végeredmény | Végeredmény |
| Versenyző                                          | Ló                            | Versenyszám | Bünt.     | Hely.     | Bünt.     | Össz.     | Hely.     | Bünt.     | Össz.     | Hely.     | Bünt.   | Hely.   | Bünt.   | Hely.   | Bünt.       | Helyezés    |
| -------------------------------------------------- | ----------------------------- | ----------- | --------- | --------- | --------- | --------- | --------- | --------- | --------- | --------- | ------- | ------- | ------- | ------- | ----------- | ----------- |
| Bruce Goodin                                       | Yamato                        | Egyéni      | 14        | 61.       | 12        | 26        | 49.       | kiesett   | kiesett   | kiesett   | kiesett | kiesett | kiesett | kiesett | kiesett     | kiesett     |
| Katie McVean                                       | Forest                        | Egyéni      | 72        | 72.       | 45        | 117       | 66.       | kiesett   | kiesett   | kiesett   | kiesett | kiesett | kiesett | kiesett | kiesett     | kiesett     |
| Kirk Webby                                         | Sitah                         | Egyéni      | 4         | 26.       | 8         | 12        | 27.       | 12        | 24        | 28.       | 24      | 33.     | kiesett | kiesett | kiesett     | kiesett     |
| Sharn Wordley                                      | Rockville                     | Egyéni      | 47        | 70.       | 25        | 72        | 65.       | kiesett   | kiesett   | kiesett   | kiesett | kiesett | kiesett | kiesett | kiesett     | kiesett     |
| Kirk Webby Bruce Goodin Sharn Wordley Katie McVean | Sitah Yamato Rockville Forest | Csapat      |           |           |           |           |           |           |           |           | 45      | 13.     | kiesett | kiesett | kiesett     | kiesett     |

Lovastusa
| Versenyző                                                            | Ló                                            | Versenyszám | Díjlovaglás | Díjlovaglás | Tereplovaglás  | Tereplovaglás  | Tereplovaglás  | Díjugratás | Díjugratás | Díjugratás | Díjugratás | Végeredmény | Végeredmény |
| Versenyző                                                            | Ló                                            | Versenyszám | Díjlovaglás | Díjlovaglás | Tereplovaglás  | Tereplovaglás  | Tereplovaglás  | 1. kör     | 1. kör     | 2. kör     | 2. kör     | Végeredmény | Végeredmény |
| Versenyző                                                            | Ló                                            | Versenyszám | Bünt.       | Hely.       | Bünt.          | Hely.          | Össz.          | Bünt.      | Hely.      | Bünt.      | Hely.      | Bünt.       | Helyezés    |
| -------------------------------------------------------------------- | --------------------------------------------- | ----------- | ----------- | ----------- | -------------- | -------------- | -------------- | ---------- | ---------- | ---------- | ---------- | ----------- | ----------- |
| Joe Meyer                                                            | Snip                                          | Egyéni      | 43,9        | 19.         | 21,2           | 21.            | 19.            | 25         | 51.        | 12         | 23.        | 102,1       | 24.         |
| Andrew Nicholson                                                     | Lord Killinghurst                             | Egyéni      | 44,6        | 21.         | nem fejezte be | nem fejezte be | nem fejezte be | kiesett    | kiesett    | kiesett    | kiesett    | kiesett     | kiesett     |
| Caroline Powell                                                      | Lenamore                                      | Egyéni      | 48,0        | 26.         | 21,2           | 22.            | 26.            | 4          | 19.        | 0          | 1.         | 73,2        | 14.         |
| Mark Todd                                                            | Gandalf                                       | Egyéni      | 49,4        | 30.         | 27,2           | 31.*           | 29.            | 1          | 15.        | 0          | 1.         | 77,6        | 17.         |
| Heelan Tompkins                                                      | Sugoi                                         | Egyéni      | 55,6        | 49.         | 75,2           | 53.            | 56.            | 8          | 32.        | kiesett    | kiesett    | 138,8       | 50.         |
| Andrew Nicholson Heelan Tompkins Mark Todd Caroline Powell Joe Meyer | Lord Killinghurst Sugoi Gandalf Lenamore Snip | Csapat      | 136,5       | 6.          | 69,6           | 5.             | 6.             | 30         | 8.         |            |            | 240,9       | 5.          |

* - egy másik versenyzővel azonos eredményt ért el

## Sportlövészet
Férfi
| Versenyző      | Versenyszám       | Selejtező | Selejtező | Döntő   | Döntő    |
| Versenyző      | Versenyszám       | Pont      | Helyezés  | Pont    | Helyezés |
| -------------- | ----------------- | --------- | --------- | ------- | -------- |
| Yang Wang      | Légpisztoly       | 571       | 38.       | kiesett | kiesett  |
| Robert Eastham | Sportpuska, fekvő | 594       | 14.       | kiesett | kiesett  |
| Graeme Ede     | Trap              | 114       | 20.       | kiesett | kiesett  |
| Graeme Ede     | Dupla trap        | 113       | 18.       | kiesett | kiesett  |

Női
| Versenyző      | Versenyszám | Selejtező | Selejtező | Döntő   | Döntő    |
| Versenyző      | Versenyszám | Pont      | Helyezés  | Pont    | Helyezés |
| -------------- | ----------- | --------- | --------- | ------- | -------- |
| Nadine Stanton | Trap        | 63        | 10.       | kiesett | kiesett  |

## Súlyemelés
Férfi
| Versenyző         | Versenyszám | Szakítás | Szakítás | Lökés    | Lökés    | Összesen | Helyezés |
| Versenyző         | Versenyszám | Eredmény | Helyezés | Eredmény | Helyezés | Összesen | Helyezés |
| ----------------- | ----------- | -------- | -------- | -------- | -------- | -------- | -------- |
| Richard Patterson | 77 kg       | 130,0    | 25.      | 170,0    | 21.      | 300,0    | 21.      |
| Mark Spooner      | 69 kg       | 123,0    | 25.      | 158,0    | 21.      | 281,0    | 21.      |

## Szinkronúszás
| Versenyző                 | Versenyszám | Technikai gyakorlat | Technikai gyakorlat | Selejtező        | Selejtező        | Selejtező  | Selejtező  | Döntő            | Döntő            | Döntő      | Döntő      | Helyezés |
| Versenyző                 | Versenyszám | Technikai gyakorlat | Technikai gyakorlat | Szabad gyakorlat | Szabad gyakorlat | Összesítés | Összesítés | Szabad gyakorlat | Szabad gyakorlat | Összesítés | Összesítés | Helyezés |
| Versenyző                 | Versenyszám | Pont                | Hely.               | Pont             | Hely.            | Pont       | Hely.      | Pont             | Hely.            | Pont       | Hely.      | Helyezés |
| ------------------------- | ----------- | ------------------- | ------------------- | ---------------- | ---------------- | ---------- | ---------- | ---------------- | ---------------- | ---------- | ---------- | -------- |
| Lisa Daniels Nina Daniels | Páros       | 40,750              | 23.                 | 40,417           | 23.              | 81,167     | 23.        | kiesett          | kiesett          | kiesett    | kiesett    | 23.      |

## Taekwondo
Férfi
| Versenyző      | Versenyszám | Nyolcaddöntő              | Negyeddöntő       | Elődöntő          | Vigaszág elődöntő | Bronz- mérkőzés   | Döntő             | Helyezés |
| Versenyző      | Versenyszám | Ellenfél Eredmény         | Ellenfél Eredmény | Ellenfél Eredmény | Ellenfél Eredmény | Ellenfél Eredmény | Ellenfél Eredmény | Helyezés |
| -------------- | ----------- | ------------------------- | ----------------- | ----------------- | ----------------- | ----------------- | ----------------- | -------- |
| Matt Beach     | Nehézsúly   | Liu Hsziao-po (CHN) · 1–4 | kiesett           | kiesett           |                   |                   |                   | 10.      |
| Logan Campbell | Pehelysúly  | Sung Yu-Chi (TPE) · 0–4   | kiesett           | kiesett           |                   |                   |                   | 11.      |

Női
| Versenyző    | Versenyszám | Nyolcaddöntő           | Negyeddöntő              | Elődöntő          | Vigaszág elődöntő     | Bronz- mérkőzés   | Döntő             | Helyezés |
| Versenyző    | Versenyszám | Ellenfél Eredmény      | Ellenfél Eredmény        | Ellenfél Eredmény | Ellenfél Eredmény     | Ellenfél Eredmény | Ellenfél Eredmény | Helyezés |
| ------------ | ----------- | ---------------------- | ------------------------ | ----------------- | --------------------- | ----------------- | ----------------- | -------- |
| Robin Cheong | Pehelysúly  | Mariam Bah (CIV) · 1–0 | Im Szudzsong (KOR) · 1–4 |                   | Su Li-Wen (TPE) · 0–1 | kiesett           |                   | 7.       |

## Tenisz
Női
| Versenyző       | Versenyszám | 64-es főtábla                      | 32-es főtábla     | Nyolcaddöntő      | Negyeddöntő       | Elődöntő          | Bronz- mérkőzés   | Döntő             | Helyezés |
| Versenyző       | Versenyszám | Ellenfél Eredmény                  | Ellenfél Eredmény | Ellenfél Eredmény | Ellenfél Eredmény | Ellenfél Eredmény | Ellenfél Eredmény | Ellenfél Eredmény | Helyezés |
| --------------- | ----------- | ---------------------------------- | ----------------- | ----------------- | ----------------- | ----------------- | ----------------- | ----------------- | -------- |
| Marina Eraković | Egyes       | Morita Ajumi (JPN) · 7–5, 6–7, 4–6 | kiesett           | kiesett           | kiesett           | kiesett           | kiesett           | kiesett           | 33.      |

## Tollaslabda
| Versenyző                  | Versenyszám  | Selejtező         | 32-es főtábla                | Nyolcaddöntő                                            | Negyeddöntő       | Elődöntő          | Bronz- mérkőzés   | Döntő             | Helyezés |
| Versenyző                  | Versenyszám  | Ellenfél Eredmény | Ellenfél Eredmény            | Ellenfél Eredmény                                       | Ellenfél Eredmény | Ellenfél Eredmény | Ellenfél Eredmény | Ellenfél Eredmény | Helyezés |
| -------------------------- | ------------ | ----------------- | ---------------------------- | ------------------------------------------------------- | ----------------- | ----------------- | ----------------- | ----------------- | -------- |
| John Moody                 | Férfi egyes  |                   | Csen Csin (CHN) · 9–21, 1–21 | kiesett                                                 | kiesett           | kiesett           | kiesett           | kiesett           | 17.      |
| Craig Cooper Renee Flavell | Vegyes páros |                   |                              | Dél-Korea (KOR) · I Hjodzsong · I Jongde · 12–21, 11–21 | kiesett           | kiesett           | kiesett           | kiesett           | 9.       |

## Triatlon
| Versenyző      | Versenyszám | 1,5 km úszás | 1,5 km úszás | 40 km kerékpározás | 40 km kerékpározás | 10 km futás | 10 km futás | Összesítés | Összesítés |
| Versenyző      | Versenyszám | Idő          | Hely.        | Idő                | Hely.              | Idő         | Hely.       | Idő        | Helyezés   |
| -------------- | ----------- | ------------ | ------------ | ------------------ | ------------------ | ----------- | ----------- | ---------- | ---------- |
| Bevan Docherty | Férfi       | 18:23        | 31.          | 58:51              | 16.**              | 30:57       | 3.          | 1:49:05,59 |            |
| Kris Gemmell   | Férfi       | 18:41        | 44.          | 58:34              | 10.                | 35:42       | 39.         | 1:53:49,47 | 39.        |
| Shane Reed     | Férfi       | 18:00        | 1.           | 59:19              | 51.                | 34:34       | 35.         | 1:52:48,16 | 34.        |
| Andrea Hewitt  | Női         | 19:54        | 10.          | 1:04:15            | 8.*                | 35:38       | 12.         | 2:00:45,99 | 8.         |
| Debbie Tanner  | Női         | 19:57        | 17.          | 1:04:17            | 10.**              | 35:54       | 14.         | 2:01:06,92 | 10.        |
| Sam Warriner   | Női         | 19:58        | 19.          | 1:04:15            | 8.*                | 36:55       | 24.         | 2:02:13,60 | 16.        |

* - egy másik versenyzővel azonos időt ért el

** - két másik versenyzővel azonos időt ért el

## Úszás
Férfi
| Versenyző                                                     | Versenyszám            | Előfutam | Előfutam | Előfutam | Elődöntő | Elődöntő | Elődöntő | Döntő   | Döntő    |
| Versenyző                                                     | Versenyszám            | Idő      | Hely.    | Össz.    | Idő      | Hely.    | Össz.    | Idő     | Helyezés |
| ------------------------------------------------------------- | ---------------------- | -------- | -------- | -------- | -------- | -------- | -------- | ------- | -------- |
| Moss Burmester                                                | 100 m pillangó         | 52,67    | 6.       | 32.      | kiesett  | kiesett  | kiesett  | kiesett | kiesett  |
| Moss Burmester                                                | 200 m pillangó         | 1:55,80  | 3.       | 10.      | 1:55,26  | 4.       | 7.       | 1:54,35 | 4.*      |
| Dean Kent                                                     | 200 m vegyes           | 2:01,12  | 7.       | 21.      | kiesett  | kiesett  | kiesett  | kiesett | kiesett  |
| Glenn Snyders                                                 | 100 m mell             | 1:00,98  | 7.       | 20.*     | kiesett  | kiesett  | kiesett  | kiesett | kiesett  |
| Glenn Snyders                                                 | 200 m mell             | 2:11,19  | 2.       | 16.      | 2:12,07  | 8.       | 16.      | kiesett | kiesett  |
| Corney Swanepoel                                              | 100 m pillangó         | 51,78    | 2.       | 9.       | 52,01    | 6.       | 12.      | kiesett | kiesett  |
| Mark Herring Cam Gibson Willy Benson Orinoco Faamausili-Banse | 4 × 100 m gyorsváltó   | 3:15,41  | 6.       | 11.      |          |          |          | kiesett | kiesett  |
| Daniel Bell Glenn Snyders Corney Swanepoel Cam Gibson         | 4 × 100 m vegyes váltó | 3:34,09  | 3.       | 6.       |          |          |          | 3:33,39 | 5.       |

Női
| Versenyző                                          | Versenyszám          | Előfutam | Előfutam | Előfutam | Elődöntő | Elődöntő | Elődöntő | Döntő   | Döntő    |
| Versenyző                                          | Versenyszám          | Idő      | Hely.    | Össz.    | Idő      | Hely.    | Össz.    | Idő     | Helyezés |
| -------------------------------------------------- | -------------------- | -------- | -------- | -------- | -------- | -------- | -------- | ------- | -------- |
| Elizabeth Coster                                   | 100 m hát            | 1:00,66  | 4.       | 15.      | 1:01,45  | 8.       | 16.      | kiesett | kiesett  |
| Melissa Ingram                                     | 100 m hát            | 1:01,24  | 2.       | 20.      | kiesett  | kiesett  | kiesett  | kiesett | kiesett  |
| Melissa Ingram                                     | 200 m hát            | 2:09,34  | 3.       | 8.       | 2:09,70  | 6.       | 11.      | kiesett | kiesett  |
| Helen Norfolk                                      | 200 m vegyes         | 2:13,50  | 6.       | 18.      | kiesett  | kiesett  | kiesett  | kiesett | kiesett  |
| Helen Norfolk                                      | 400 m vegyes         | 4:44,22  | 8.       | 24.      |          |          |          | kiesett | kiesett  |
| Helen Norfolk Lauren Boyle Hayley Palmer Tash Hind | 4 × 200 m gyorsváltó | kizárták | kizárták | kizárták |          |          |          | kiesett | kiesett  |

* - egy másik versenyzővel azonos időt ért el

## Vitorlázás
Férfi
| Versenyző                   | Versenyszám     | Futam | Futam | Futam | Futam | Futam | Futam | Futam | Futam | Futam | Futam | Futam | Pontszám | Helyezés |
| Versenyző                   | Versenyszám     | 1     | 2     | 3     | 4     | 5     | 6     | 7     | 8     | 9     | 10    | É     | Pontszám | Helyezés |
| --------------------------- | --------------- | ----- | ----- | ----- | ----- | ----- | ----- | ----- | ----- | ----- | ----- | ----- | -------- | -------- |
| Tom Ashley                  | Szörfvitorlázás | 4     | 7     | 7     | 1     | 5     | 5     | 3     | 6     | 8     | 32    | 6     | 52       |          |
| Andrew Murdoch              | Laser           | 2     | 5     | 40    | 20    | 24    | 5     | 5     | 17    | 1     |       | 2     | 81       | 5.       |
| Carl Evans Peter Burling    | 470-es osztály  | 7     | 10    | 14    | 12    | 30    | 10    | 22    | 12    | 1     | 7     | -     | 95       | 11.      |
| Hamish Pepper Carl Williams | Csillaghajó     | 4     | 9     | 2     | 11    | 1     | 12    | 11    | 13    | 5     | 11    | 14    | 80       | 9.       |

Női
| Versenyző       | Versenyszám     | Futam | Futam | Futam | Futam | Futam | Futam | Futam | Futam | Futam | Futam | Futam | Pontszám | Helyezés |
| Versenyző       | Versenyszám     | 1     | 2     | 3     | 4     | 5     | 6     | 7     | 8     | 9     | 10    | É     | Pontszám | Helyezés |
| --------------- | --------------- | ----- | ----- | ----- | ----- | ----- | ----- | ----- | ----- | ----- | ----- | ----- | -------- | -------- |
| Jo Aleh         | Laser radial    | 22    | 4     | 2     | 2     | 2     | 14    | 14    | 14    | 20    |       | 18    | 90       | 7.       |
| Barbara Kendall | Szörfvitorlázás | 12    | 7     | 12    | 4     | 2     | 4     | 3     | 6     | 13    | 21    | 12    | 75       | 6.       |

Nyílt
| Versenyző     | Versenyszám | Futam | Futam | Futam | Futam | Futam | Futam | Futam | Futam | Futam | Pontszám | Helyezés |
| Versenyző     | Versenyszám | 1     | 2     | 3     | 4     | 5     | 6     | 7     | 8     | É     | Pontszám | Helyezés |
| ------------- | ----------- | ----- | ----- | ----- | ----- | ----- | ----- | ----- | ----- | ----- | -------- | -------- |
| Daniel Slater | Finn dingi  | 21    | 19    | 18    | 4     | 9     | 7     | 13    | 6     | -     | 76       | 12.      |

É - éremfutam